# Močilnik
Močilnik je najbolj znani izvir Ljubljanice, ki se nahaja na koncu 180 m dolge zatrepne doline Močilnik blizu Vrhnike. V jezercu pod stenami izvira Veliki Močilnik, 50 m v smeri proti gostilni pa še Mali Močilnik, ki ima bistveno manjši pretok. Njun skupni tok se imenuje Mala Ljubljanica, ki se po dobrem kilometru izliva v Veliko Ljubljanico, od sotočja dalje se reka imenuje z enim imenom. V Močilniku pridejo na dan vode, ki ponikajo na Planinskem in Logaškem polju.
V Močilnik priteka v glavnem voda s Planinskega polja, del pa tudi iz ponorov Hotenjke, Žejskega potoka, Petkovščice in Logaščice.
Zatrepna dolina Velikega Močilnika je od 50 do 100 m široka in 500 m dolga ter se konča s prepadnimi stenami, imenovanimi Hudičeve skale. Visoke so več kot 40 m in jih radi obiskujejo plezalci. V Velikem Močilniku vre voda na dan v treh izvirih. Glavni izvir je v kotu zatrepa, drugi ob desnem bregu pod kapelico sv. Antona ob restavraciji, tretji pa na sredi med njima. Voda priteka na površje med gruščem in podornimi skalami. Izvir Velikega Močilnika je bil včasih zajezen, voda pa speljana po koritu k žagi. Zdaj je na tem mestu urejeno parkirišče, vodno korito pa je spremenjeno v odprto strugo. 
Voda Malega Močilnika vre iz grušča, ki prekriva podzemne vodne rove pod Drčo. V bližini izvira je star kamnolom. Na njegovi steni so ob koncu 19. stoletja postavili tablo z napisom »Tu je pričetek Krasa«. Izvir so pred davnimi časi zajezili in v jezercu za pregrado napajali živino. Visoka voda se je prelivala čez jez in ustvarjala slikovit slap. Del vode je odtekal po lesenem koritu na veliko kolo, ki je poganjalo žago. Stara lesena zgradba še stoji, žaga pa ne obratuje več. Preko jezu speljana cesta v Veliki Močilnik. 
V bližini Malega Močilnika so koliševke Farovška dolina, Grogarjev dol in Tomažetov dolec. Koliševka nastane z udorom jamskega stropa, tako je nastala tudi celotna zatrepna dolina Močilnika. Vodni rovi, ki so pod koliševkami zasuti s podornimi skalami, so od 30 do 50 m pod njihovim dnom.
Nedaleč od Močilnika je še termalni vodni izvir (lokacija na Geopediji Arhivirano 2017-07-29 na Wayback Machine.) imenovan Furlanove toplice na Mirkah. Stalna temperatura vode je 23°C.
Na skali v zatrepu pri Velikem Močilniku je nameščena tabla z odlomkom besedila črtice Ivana Cankarja, ki opisuje izvir:
V mrak in hlad zavit je hranil svoje stoletne skrivnosti na dnu globočin; nihče ni vprašal zanje, pa tudi sam jih ni ponujal nikomur. Izpod silnih sivih skal, temno molčečih, se je izvila zamoklozelena voda Močilnikova ter se ustavila ter razprostrla v kotanji, da si oddahne pod senco vrb, oddahne od dolge poti po čudapolnih kraljestvih podzemskih. Mirna gladina je podobna velikemu, na stežaj odprtemu očesu, ki še ne bedi, strmi iz večerne zarje komaj odbeglih sanj. Ko si do kraja odpočije in odsanja voda Močilnikova, stopi v ozko strugo ter se napoti polagoma proti ravnemu polju in svetlemu soncu.
Ivan Cankar, Brlinčkov Miha in Tičkov Grega. Književni jug, 1918, 175